# نيكولا دورديفيك
نيكولا دورديفيك هو لاعب كرة قدم صربي، ولد في 7 أغسطس 1994 في Petrovac, Serbia ‏ في صربيا. لعب مع FK Sloga Petrovac na Mlavi ‏.

## وصلات خارجية
- نيكولا دورديفيك على موقع قاعدة بيانات كرة القدم.إي يو (الإنجليزية)
- نيكولا دورديفيك على موقع Soccerway.com (الإنجليزية)